# Wilhelm Steinitz
Wilhelm Steinitz (14. května 1836 Praha – 12. srpna 1900 New York City) byl česko-rakouský a později americký šachista, první mistr světa v šachu v letech 1886–1894.

## Steinitzův život v letech 1836–1886
Narodil se 14. května 1836 v Praze v rodině nezámožného židovského obchodníka. Šachy se učil hrát od roku 1848 se svým přítelem ze školy, ale nebral je nijak vážně, dokud se v roce 1858 nepřestěhoval do Vídně, kde studoval matematiku a pokoušel se stát novinářem. Poté, co z finančních a také ze zdravotních důvodů neuspěl, začal hrát šachy ve vídeňské kavárně Romer. V roce 1859 skončil na přeboru Vídně (Wiener Schachgesellschaft) na třetím místě1, v roce 1860 byl druhý1 a v roce 1861 jej vyhrál impozantním výsledkem třiceti bodů z 31 partií a získal přezdívku rakouský Morphy.
Po neúspěchu na šachovém turnaji v Londýně roku 1862, kde skončil až na šestém místě (turnaj vyhrál Adolf Anderssen), se Steinitz rozhodl zůstat v britské metropoli, tehdejším „středu“ šachového světa. Brzy pak bylo všem zřejmé, že Anderssenovi, „úřadujícímu“ prvnímu hráči světa, roste ve Steinitzovi velmi vážný soupeř. Ještě v roce 1862 porazil Steinitz v Londýně Itala Serafina Duboise 5:3 (=1) a v září zvítězil na mistrovství Londýna s výsledkem 7:0 (po tomto turnaji se stal Steinitz šachovým profesionálem). Na přelomu let 1862 a 1863 porazil (opět v Londýně) anglického hráče Josepha Henryho Blackburna 7:1 (=2), v roce 1863 Frederika Deacona 5:1 (=1) a Augustuse Mongrediena 7:0 (=0), na přelomu let 1863 a 1864 Valentina Greenna2 7:0 (=2). V roce 1865 vyhrál Steinitz společně s Georgem Alcockem MacDonnellem v Dublinu mistrovství Irska a v červnu roku 1866 vyřazovací turnaj v Londýně, kde dosáhl osmi vítězství a tří remíz, přičemž ve finále porazil Valentina Greena2 2:0.

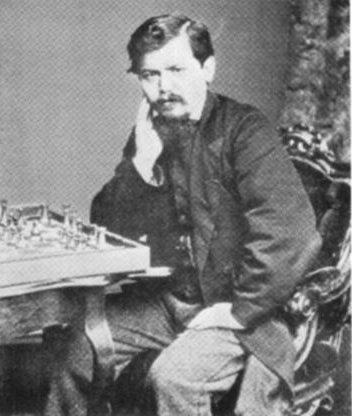
Steinitz roku 1866.

K zápasu mezi Anderssenem a Steinitzem došlo v Londýně v létě roku 1866 (zápas začal 18. července a skončil 10. srpna), přičemž bylo dohodnuto, že vítězem se stane ten, kdo první vyhraje osm partií. Steinitz v zápase zvítězil v poměru 8: 6 (=0) a začal být považován za nejsilnějšího hráče světa (Steinitz později tvrdil, že již tomto zápase se stal oficiálním mistrem světa v šachu, ačkoliv žádný takový titul nebyl před zahájením zápasu v sázce). Zápas je zajímavý také tím, že v něm poprvé byly použity mechanické šachové hodiny (muselo se odehrát dvacet tahů za dvě hodiny).
Své světové prvenství potvrdil Steinitz ještě na podzim téhož roku v zápase s jedním z nejlepších anglických hráčů Henrym Edwardem Birdem, kterého porazil 7:5 (=5).
Ale již v roce 1867 bylo Steinitzovo neoficiální prvenství ve světovém šachu snadno zpochybnitelné. Na turnaji v Dundee byl druhý za Gustavem Neumannem a na turnaji v Paříži, konaném u příležitost čtvrté světové výstavy, až třetí za Ignazem Kolischem a překvapením turnaje Simonem Winawerem. Rovněž neúspěch na silně obsazeném turnaji, konaném v roce 1870 v Baden-Badenu, kde skončil druhý za Adolfem Anderssenem (se kterým na turnaji prohrál obě dvě partie), jej příliš neopravňoval k tomu, aby se považoval za světovou jedničku.
V dalších letech však šla Steinitzova forma opět nahoru. V Londýně roku 1872 nejprve vyhrál s plným počtem sedmi bodů (před J. H. Blackburnem, Johannesem Zukertortem, Cecilem Valentinem De Vere, G. A. MacDonnellem a dalšími) a poté zde zvítězil v zápase nad Zukertortem 7:1 (=4). Roku 1873 zvítězil na silně obsazeném turnaji pořádaném ve Vídni u příležitosti páté světové výstavy (před Blackburnem, Anderssenem a dalšími – celkem se zúčastnilo dvanáct hráčů). Roku 1875 rozdrtil v Londýně Blackburna v poměru 5:0 (=1) a o rok později dokonce 7:0 (=0).
Silných turnajů v Paříži roku 1878 a v Londýně roku 1881 se však Steinitz zúčastnil pouze jako dopisovatel, na turnaji ve Vídni v roce 1882 se podělil o první místo se Simonem Winawerem a v roce 1883 v Londýně skončil druhý za Zukertortem, kterého proto mnozí (především v Německu) začali považovat za světovou jedničku namísto Steinitze.
Druhým místem na londýnském turnaji přišel Steinitz také o jeden ze zdrojů svých příjmů. Od roku 1873 vedl totiž šachovou rubriku v deníku Field, ale nyní redakce Fieldu převedla vedení šachové rubriky na vítěze turnaje Zukertorta. Steinitz se pak ještě téhož roku přestěhoval do USA, zde si změnil své křestní jméno na William a posléze roku 1888 získal americké státní občanství.
V Americe již v roce 1883 porazil Steinitz v New Yorku Georga Henryho Mackenzieho 3:1 (=2), ve Filadelfii Diona Martineze3 3:1 (=3) a v Havaně Celsa Golmaya Zúpideho 8:1 (=2). Roku 1885 založil Steinitz International Chess Magazine, který řídil do roku 1891 a psal také šachové články do The New York Tribune a do The New York Herald.

## Steinitz – první mistr světa v šachu

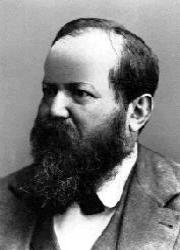
Wilhelm Steinitz

Protože od roku 1883 byl za nejlepšího hráče světa jedněmi považován Steinitz a druhými Zukertort, dohodli se oba hráči na vzájemném zápase, jehož podmínky oba soupeři dokonce uzavřeli u notáře. Vítěz zápasu se měl stát oficiálním mistrem světa v šachu.
Zápas se uskutečnil v roce 1886 v USA, Vítězem zápasu se měl stát ten, kdo první dosáhne deseti výher. První třetina zápasu se hrála od 11. do 20. ledna 1886 v New Yorku (do čtyř výher jednoho ze soupeřů), druhá od 3. do 10. února v Saint Louis (do dalších tří výher) a zbytek od 16. února do 29. března v New Orleansu.
Steinitz zahájil zápas výhrou s černými kameny. V dalších třech partiích pak dosáhl vždy zpočátku určité převahy, ale chybami partie ztratil. Když pak prohrál i pátou partii, byl výsledek po první části zápasu překvapivě 4:1 pro Zukertorta. Po čtrnácti dnech odpočinku však Steinitz v Saint Louis získal ze čtyř partií tři body a vyrovnal stav zápasu na 4:4. V New Orleansu pak Steinitz triumfoval. Z jedenácti partií ztratil jen jednu (šlo o třináctou, nejdelší, partii zápasu), šest vyhrál, ve čtyřech remizoval, zvítězil celkově 10:5 (=5) a stal se prvním oficiálním mistrem světa v šachu, tj. mistrem, kterého všeobecně uznala celá šachová veřejnost.
Steinitz se v zápase představil ve velké formě. Pečlivě uplatňoval drobné poziční výhody a jeho důsledně vedená obrana se ukázala rovnocenná útoku. Přesvědčivě tak dokázal, že titul nejlepšího šachisty světa mu patří právem. Je ovšem také pravda, že Zukertort v důsledku počínajících zdravotních obtíží nevydržel nervově náročný zápas.

## Další Steinitzovy vítězné zápasy o titul mistra světa
Roku 1888 navrhli šachoví mecenáši z Havany, že uspořádají další zápas o titul mistra světa a na Steinitzovi ponechali, koho si vybere za soupeře.4 Steinitz si k zápasu o titul sportovně vybral Rusa Michaila Ivanoviče Čigorina, se kterým dvakrát prohrál na turnaji v Londýně v roce 1883.
Zápas mezi Steinitzem a Čigorinem na deset výher z dvaceti partií začal v Havaně 20. ledna roku 1889 a skončil 24. února. Probíhal v nezvykle ostrém sledu výher a proher, až na poslední partii bez jediné remízy a Steinitz v něm zaslouženě, zejména díky drtivému závěru, zvítězil 10:6 (=1).
Dalším Steinitzovým soupeřem se stal britský hráč původem z Maďarska Isidor Gunsberg, kterému vítězství na významných mezinárodních šachových turnajích i výsledky v zápasech s předními šachovými mistry té doby umožnily pomýšlet na zápas se Steinitzem.
Jejich střetnutí začalo 9. prosince roku 1890 a skončilo 22. ledna 1891. Hrálo se na dvacet partií a o možnostech vyzývatele se hodně pochybovalo. Gunsberg však celý šachový svět do jisté míry překvapil, neboť po pěti partiích zápasu vedl 2:1 (=2). Pak se však Steinitz vzpamatoval a výbornou hrou v dalších šesti partiích otočil stav ve svůj prospěch na 4:2 (=5). Po určitém polevení, kdy začal uplatňovat určité novinky v zahájení, dovolil Steinitz Gunsbergovi snížit na 5:4 (=7), pak však přišlo definitivní rozhodnutí. Steinitz v sedmnácté partii dosáhl černými kameny remízy, osmnáctou partii bílými vyhrál a v devatenácté mu již stačilo remizovat, což se také stalo. Steinitz tedy celkově zvítězil 6:4 (=9) a opět obhájil svůj titul šachového mistra světa.
Na šachové scéně se ale opět objevil Čigorin, který porazil Steinitze ve dvou partiích hraných telegraficky kabelogramy mezi New Yorkem a Petrohradem. V těchto partiích měl Steinitz demonstrovat správnost svých teoretických rozborů Evansova gambitu, a to vedením jak bílých, tak i černých kamenů. Hra začala 23. října 1890, na jeden tah měl každý hráč dva dny, a koncem dubna 1891 oznámil mistr světa, že obě partie vzdává. Toto působivé Čigorinovo vítězství vyvolalo tlak na jeho nový zápas se Steinitzem. Během tří dnů přišly dva návrhy na organizaci tohoto střetnutí, a to od Petrohradské šachové společnosti a z Havany. Volba místa náležela Steinitzovi, jako obhájci titulu, a ten zvolil opět Havanu.
Zápas byl zahájen na Nový rok 1892 a skončil 24. února. Hrálo se do deseti výher, ale bylo dohodnuto, že pokud bude dosaženo stavu 9:9, bude se hrát tak dlouho, dokud jeden ze soupeřů nevyhraje další tři partie. Ještě po dvanácté partii byl stav zápasu 5:3 (=4) pro Čigorina, ale následující dvě partie Steinitz vyhrál a vyrovnal na 5:5. Následovala série šesti výher bílými kameny, takže po dvacáté partii byl stav nerozhodný 8:8. Dvacátá první partie skončila nerozhodně, ale pak Steinitz opět vyhrál dvě partie za sebou a zvítězil 10:8 (=5).

## Ztráta titulu a závěr Steinitzova života

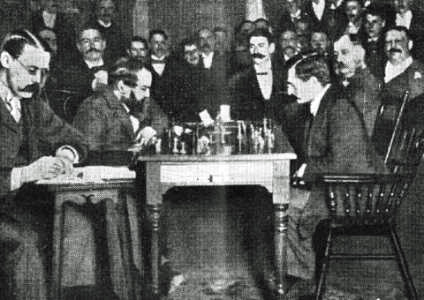
Lasker a Steinitz roku 1894

Již po zápase s Gunsbergem se pětapadesátiletý Steinitz vyjádřil, že by již nechtěl nastoupit k nějakému dalšímu velkému zápasu o mistra světa, a toto své tvrzení opakoval i po svém druhém vítězství nad Čigorinem. Steinitz správně tušil, že ztratil dost na své bývalé síle, a také jeho zdravotní stav se značně zhoršil (byl postižen těžkou dnou, pohyboval se jen o holi a trpěl i častými nervovými záchvaty). Avšak aktivní šachové činnosti zanechat nemohl, protože to byl prakticky jediný zdroj jeho příjmů. Proto musel také přijmout výzvu nového soupeře, mladého Němce Emanuela Laskera, jehož dosažené výsledky jej k zápasu opravňovaly. Po delších jednáních bylo dohodnuto, že se bude hrát do deseti výher, a to nejprve v New Yorku. Po dosažení čtyř výher u jednoho ze soupeřů se pak zápas přesune do Filadelfie a po dalších třech výhrách jednoho soupeře se zbytek zápasu odehraje v kanadském Montréalu.
Zápas začal v Manhattan Chess Clubu v New Yorku dne 15. března roku 1894. Ještě po šesti partiích byl stav 2:2 (=2), ale pak Steinitz ztratil dvě partie a po první třetině, která skončila 5. dubna, prohrával 4:2 (=2). Během devítidenní přestávky se hráči přesunuli do Filadelfie, kde se ale hrály od 14. do 21. dubna pouhé tři partie, které všechny Lasker vyhrál. Nevyrovnaná Steinitzova hra, která zavinila, že prohrál pět partií za sebou, přivodila pro něho zoufalý stav 2:7 (=2). Pak následovalo stěhování do Montréalu s přerušením zápasu skoro na dva týdny. Steinitz možná ještě doufal v obrat, jako v zápase proti Zukertortovi v roce 1886, ale tentokrát se zázrak nekonal.
V Montréalu se začalo hrát 3. května a začátek se Steinitzovi skutečně vydařil. Ve dvanácté partii sice bílými remizoval, ale pak vyhrál dvě partie za sebou a upravil stav zápasu na 4:7 (=3). Lasker však poté vyhrál patnáctou i šestnáctou partii a dosáhl tak stavu 9:4 (=3). Od této chvíle by ztráta partie znamenala pro Steinitze ztrátu titulu. Z posledních sil se proto Steinitz vzchopil a vyhrál černými sedmnáctou partii. V osmnácté však jen remizoval a devatenáctá partie, která se hrála 26. května 1894, byla poslední partií zápasu. Lasker zvítězil 10:5 (=4) a získal titul mistra světa.
Po ztrátě titulu využil Steinitz svého práva na odvetný zápas. Tento zápas se však uskutečnil až po dvou letech a mezitím byly uspořádány tři významné šachové turnaje, na kterých mohl Lasker potvrdit své světové prvenství:
- Prvním z nich byl mezinárodní turnaj v Hastingsu roku 1895, kde Steinitz skončil až na pátém místě, neuspěl ovšem ani Lasker, který skončil třetí (turnaj vyhrál Američan Harry Nelson Pillsbury, druhý skončil Čigorin, čtvrtý byl Siegbert Tarrasch, zúčastnilo se dvacet dva hráčů).[7]
- Druhým byl turnaj v Petrohradě, konaný na přelomu let 1895/96. Měl to být šestikolový souboj prvních pěti hráčů z Hastingsu, Tarrasch se však turnaje nezúčastnil. Lasker napravil svou pošramocenou reputaci z Hastingsu a turnaj vyhrál, druhý byl Steinitz, který odsunul na třetí místo Pillsburyho a na čtvrté Čigorina, jemuž domácí prostředí příliš nesvědčilo.[8]
- Rovněž turnaj v Norimberku 1896 přinesl vítězství Laskerovi, o bod za ním skončil mladý maďarský mistr Géza Maróczy, pak následovali Pillsbury a Tarrasch, za nimi David Janowski a teprve na šestém místě Steinitz,[9] jehož hra nevypadala z hlediska odvetného utkání s Laskerem příliš nadějně.

Odvetný zápas Lasker – Steinitz se hrál od 7. listopadu roku 1896 do 13. ledna roku 1897 v Moskvě. Steinitzova forma však byla nevalná a jeho fyzický stav dosti špatný. Trpěl nespavostí, nervovou vyčerpaností a špatně se pohyboval. Bojoval sice zoufale, ale zabránit drtivé porážce 10:2 (=5) již nemohl. Po zápase se nervově zhroutil a musel strávit přes měsíc na psychiatrické klinice, což se jej velmi dotklo a pravděpodobně také urychlilo konec jeho šachové kariéry. Čtvrté místo na velkém mezinárodním turnaji ve Vídni roku 1898, bylo tak posledním jeho úspěchem. V Kolíně nad Rýnem v tom samém roce skončil pátý a v Londýně v roce 1899 dokonce až desátý a poprvé tak nezískal finanční cenu. Závěr života tak prožil v nouzi. Emanuel Lasker uspořádal v jeho prospěch sbírku a v newyorské Opeře se hrálo představení, jehož výtěžek připadl Steinitzovi, ten však brzy nato v New Yorku zemřel.

## Steinitzův přínos světovému šachu

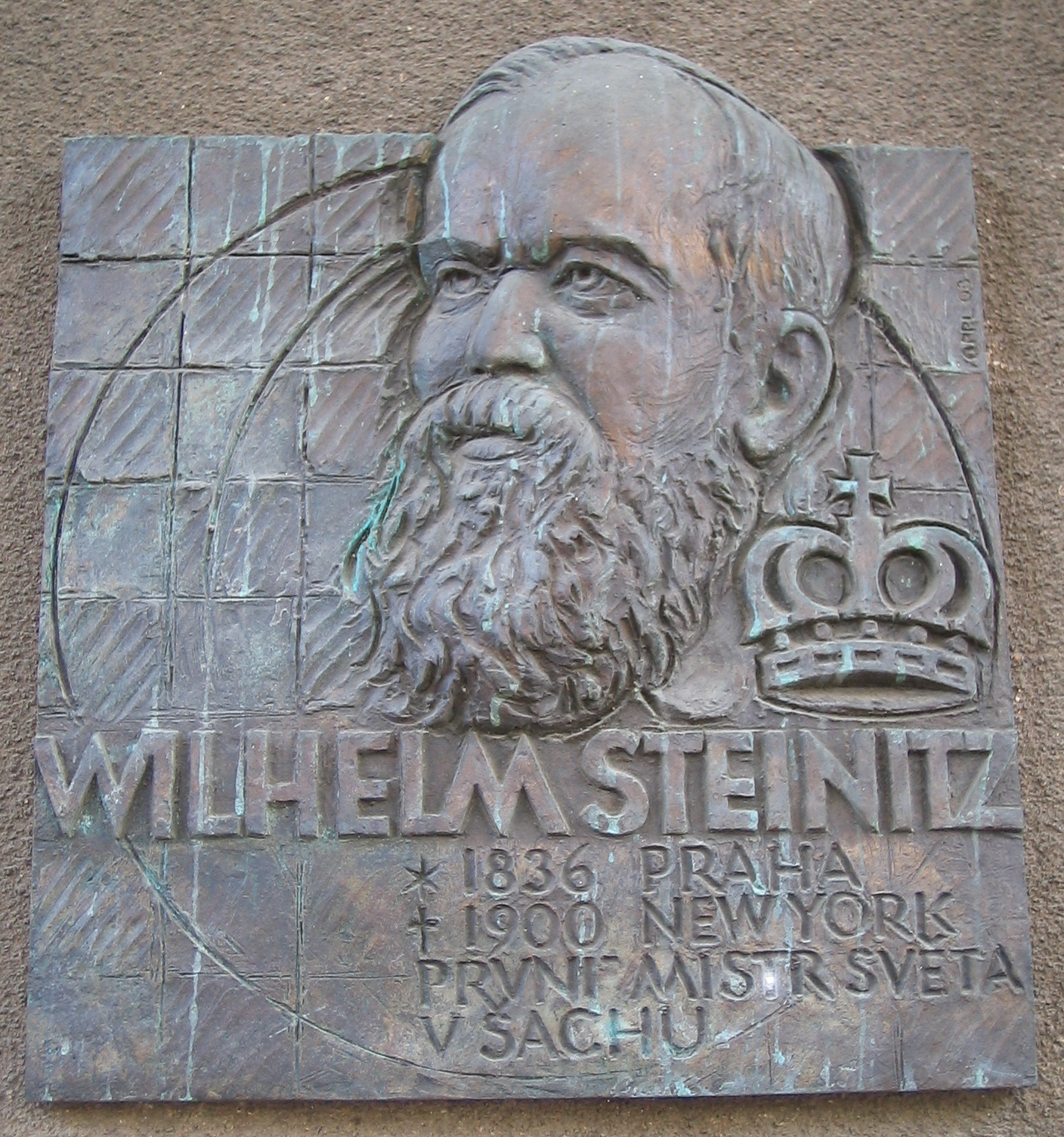
Pamětní deska na místě Steinitzova rodného domu v Praze.

Steinitz rozvinul, položil základní kameny moderní strategie a stal se jedním z vyvratitelů starého romantického vedení partie. Za svůj život sehrál dvacet devět zápasů s předními světovými hráči a odešel jen dvakrát (právě s Laskerem) poražen. Z partií, které sehrál (a bylo jich přes čtyři sta), vyhrál přes 64 procent.
Na začátku své šachové dráhy hrával Steinitz jako všichni ostatní v rytmu romantické šachové školy. Později se však prosadil Steinitzův nezměrný strategický talent a jeho hra se od základu změnila. Steinitz se už nehnal za kolosálními obětními kombinacemi, ale začal uplatňovat malé strategické výhody, vedoucí k výhře, a tak otevřel šachové hře nové, doposud neprozkoumané kraje šachového myšlení. Steinitz tak navázal na poziční umění boje založené Phillidorem a Stauntonem a rozvinul je. Mnohé z jeho teoretických myšlenek si zachovaly platnost až do dnešních dnů. Steinitz například učil, že hráč, který má dočasnou výhodu, musí útočit, aby ji proměnil ve výhodu trvalou.
Steinitzovo šachové dílo zevšeobecnil a díky svému nespornému pedagogickému talentu zpřístupnil nejširší šachové veřejnosti vynikající německý mistr Siegbert Tarrasch.